# Laholm község
Laholm község (svédül: Laholms kommun) Svédország 290 községének egyike. Halland megyében található, székhelye Laholm. A mai község 1971-ben jött létre.

## Települések
A község települései:
| Település         | Népesség | Megjegyzés         |
| ----------------- | -------- | ------------------ |
| Genevad           | 597      |                    |
| Hasslöv           | 242      |                    |
| Hishult           | 356      |                    |
| Knäred            | 1129     |                    |
| Laholm            | 5835     | a község székhelye |
| Lilla Tjärby      | 882      |                    |
| Mellbystrand      | 1681     |                    |
| Ränneslöv         | 425      |                    |
| Skottorp          | 451      |                    |
| Skummeslövsstrand | 454      |                    |
| Vallberga         | 647      |                    |
| Veinge            | 1176     |                    |
| Våxtorp           | 986      |                    |
| Ysby              | 246      |                    |

### Külső hivatkozások
- Hivatalos honlap[halott link]